# 109.º Congreso de los Estados Unidos
El 109.º Congreso de los Estados Unidos fue el poder legislativo de los Estados Unidos, compuesto por el Senado de los Estados Unidos y la Cámara de Representantes de los Estados Unidos, desde el 3 de enero de 2005 al 3 de enero de 2007, durante los dos primeros años de la segunda administración del presidente estadounidense George W. Bush.
Los miembros de la Cámara fueron elegidos en la elecciones generales de 2004 el 4 de noviembre de 2004. Los senadores fueron elegidos en las tres categorías en el  elecciones generales de 2000 el 7 de noviembre de 2000, elecciones generales de 2002 el 5 de noviembre de 2002, o elecciones generales de 2004 el 4 de noviembre de 2004. El reparto de escaños en esta Cámara de Representantes se basa en el vigésimo segundo censo de los Estados Unidos en el año 2000. Ambas cámaras tenían una mayoría Republicana, el mismo partido que el presidente Bush.

## Eventos principales
- 7 de noviembre de 2006 — elecciones congresionales de 2006

Eventos destacados incluyen el sobresalto de la "opción nuclear" filibustera, la presunta omisión del gobierno federal para ayudar a las víctimas del huracán Katrina, la investigación de la corrupción de Tom DeLay, el escándalo de fuga de la CIA, la creciente impopularidad de la guerra de Irak, el protestas contra la reforma de inmigración de 2006 y la participación del gobierno en el caso de Terri Schiavo.
Además de la acusación a DeLay, este Congreso también tuvo una serie de escándalos: Bob Ney, Randy "Duke" Cunningham, William J. Jefferson, Mark Foley escándalo, y los  escándalos de Jack Abramoff.
Este Congreso se reunió por 242 días, el menor desde la Segunda Guerra Mundial y 12 días menos que el del 80° Congreso. Mientras el Congreso llegaba a una conclusión, algunos comentaristas lo etiquetaron como  el "Congreso que no hace nada", originalmente un peyorativo dado al 80° Congreso de los Estados Unidos por el presidente Harry Truman.
El Presidente vetó el proyecto de ley acerca de la Ley de investigación con células madre de 2005, convirtiéndose en el primer veto presidencial aplicado por Bush.

## Legislaciones principales

### Promulgados
- 17 de febrero de 2005 — Class Action Fairness Act of 2005
- 21 de marzo de 2005 — Theresa Marie Schiavo's law
- 20 de abril de 2005 — Bankruptcy Abuse Prevention and Consumer Protection Act
- 27 de abril de 2005 — Family Entertainment and Copyright Act
- 28 de julio de 2005 — Dominican Republic-Central America-United States Free Trade Agreement Implementation Act (CAFTA Ley de implementación)
- 29 de julio de 2005 — Energy Policy Act of 2005
- 10 de agosto de 2005 — Transportation Equity Act of 2005
- 26 de octubre de 2005 — Protection of Lawful Commerce in Arms Act
- 1 de diciembre de 2005 — Caribbean National Forest Act of 2005
- 22 de diciembre de 2005 — Presidential $1 Coin Act of 2005
- 30 de diciembre de 2005 — Department of Defense Appropriations Act, 2006, (incluyendo al Enmienda de detención de McCain
- 8 de diciembre de 2006 — Deficit Reduction Act of 2005, incluyendo el título II, subtítulo B: Federal Deposit Insurance Reform Act
- 17 de mayo de 2006 — Tax Increase Prevention and Reconciliation Act of 2005
- 29 de mayo de 2006 — Respect for America's Fallen Heroes Act
- 27 de julio de 2006 — Adam Walsh Child Protection and Safety Act
- 26 de septiembre de 2006 — Federal Funding Accountability and Transparency Act of 2006
- 13 de octubre de 2006 — Safe Port Act, including title VIII, Unlawful Internet Gambling Enforcement Act of 2006
- 17 de octubre de 2006 — Military Commissions Act of 2006
- 26 de octubre de 2006 — Secure Fence Act of 2006
- 20 de diciembre de 2006 — Tax Relief and Health Act of 2006

## Audiencias
- Respuesta del Congreso al programa de vigilancia sin garantía de la NSA (Judicial del Senado, Cámara de Inteligencia; demócratas de la Cámara Judicial)

## Resumen de los partidos

### Senado
El resumen del partido para el Senado siguió siendo el mismo durante todo el 109° Congreso. El 16 de enero de 2006, el Demócratas Jon Corzine renunció, pero el Demócrata Bob Menendez fue nombrado y tomó el escaño de Corzine al día siguiente.
| Afiliación          | Partido (en negrita indica la mayoría del caucus) | Partido (en negrita indica la mayoría del caucus) | Partido (en negrita indica la mayoría del caucus) | Total |
| ------------------- | ------------------------------------------------- | ------------------------------------------------- | ------------------------------------------------- | ----- |
| Afiliación          |                                                   |                                                   |                                                   | Total |
| Afiliación          | Republicano                                       | Demócrata                                         | Independiente                                     | Total |
| Miembros            | 55                                                | 44                                                | 1                                                 | 100   |
| Votación compartida | 55%                                               | 45%                                               | 45%                                               |       |
| Notas               |                                                   |                                                   | Asamblea con los demócratas                       |       |

| Estado clasificado por orden partidista | Porcentaje Republicanos | Porcentaje Demócratas | Republicano/ Demócrata | Republicano pluralidad de escaños |
| --------------------------------------- | ----------------------- | --------------------- | ---------------------- | --------------------------------- |
| Alabama                                 | 100%                    | 0%                    | 2/0                    | 2                                 |
| Alaska                                  | 100%                    | 0%                    | 2/0                    | 2                                 |
| Arizona                                 | 100%                    | 0%                    | 2/0                    | 2                                 |
| Georgia                                 | 100%                    | 0%                    | 2/0                    | 2                                 |
| Idaho                                   | 100%                    | 0%                    | 2/0                    | 2                                 |
| Kansas                                  | 100%                    | 0%                    | 2/0                    | 2                                 |
| Kentucky                                | 100%                    | 0%                    | 2/0                    | 2                                 |
| Maine                                   | 100%                    | 0%                    | 2/0                    | 2                                 |
| Misisipi                                | 100%                    | 0%                    | 2/0                    | 2                                 |
| Misuri                                  | 100%                    | 0%                    | 2/0                    | 2                                 |
| Nuevo Hampshire                         | 100%                    | 0%                    | 2/0                    | 2                                 |
| Carolina del Norte                      | 100%                    | 0%                    | 2/0                    | 2                                 |
| Ohio                                    | 100%                    | 0%                    | 2/0                    | 2                                 |
| Oklahoma                                | 100%                    | 0%                    | 2/0                    | 2                                 |
| Pensilvania                             | 100%                    | 0%                    | 2/0                    | 2                                 |
| Carolina del Sur                        | 100%                    | 0%                    | 2/0                    | 2                                 |
| Tennessee                               | 100%                    | 0%                    | 2/0                    | 2                                 |
| Texas                                   | 100%                    | 0%                    | 2/0                    | 2                                 |
| Utah                                    | 100%                    | 0%                    | 2/0                    | 2                                 |
| Virginia                                | 100%                    | 0%                    | 2/0                    | 2                                 |
| Wyoming                                 | 100%                    | 0%                    | 2/0                    | 2                                 |
| Estados Unidos                          | 55%                     | 44%                   | 55/44                  | 11                                |
| Colorado                                | 50%                     | 50%                   | 1/1                    | 0                                 |
| Florida                                 | 50%                     | 50%                   | 1/1                    | 0                                 |
| Indiana                                 | 50%                     | 50%                   | 1/1                    | 0                                 |
| Iowa                                    | 50%                     | 50%                   | 1/1                    | 0                                 |
| Luisiana                                | 50%                     | 50%                   | 1/1                    | 0                                 |
| Minnesota                               | 50%                     | 50%                   | 1/1                    | 0                                 |
| Montana                                 | 50%                     | 50%                   | 1/1                    | 0                                 |
| Nebraska                                | 50%                     | 50%                   | 1/1                    | 0                                 |
| Nevada                                  | 50%                     | 50%                   | 1/1                    | 0                                 |
| Nuevo México                            | 50%                     | 50%                   | 1/1                    | 0                                 |
| Oregón                                  | 50%                     | 50%                   | 1/1                    | 0                                 |
| Rhode Island                            | 50%                     | 50%                   | 1/1                    | 0                                 |
| Dakota del Sur                          | 50%                     | 50%                   | 1/1                    | 0                                 |
| Vermont                                 | 0%                      | 50%                   | 0/1 (1 independiente)  | -1                                |
| Arkansas                                | 0%                      | 100%                  | 0/2                    | -2                                |
| California                              | 0%                      | 100%                  | 0/2                    | -2                                |
| Connecticut                             | 0%                      | 100%                  | 0/2                    | -2                                |
| Delaware                                | 0%                      | 100%                  | 0/2                    | -2                                |
| Hawái                                   | 0%                      | 100%                  | 0/2                    | -2                                |
| Illinois                                | 0%                      | 100%                  | 0/2                    | -2                                |
| Maryland                                | 0%                      | 100%                  | 0/2                    | -2                                |
| Massachusetts                           | 0%                      | 100%                  | 0/2                    | -2                                |
| Míchigan                                | 0%                      | 100%                  | 0/2                    | -2                                |
| Nueva Jersey                            | 0%                      | 100%                  | 0/2                    | -2                                |
| Nueva York                              | 0%                      | 100%                  | 0/2                    | -2                                |
| Dakota del Norte                        | 0%                      | 100%                  | 0/2                    | -2                                |
| Washington                              | 0%                      | 100%                  | 0/2                    | -2                                |
| Virginia Occidental                     | 0%                      | 100%                  | 0/2                    | -2                                |
| Wisconsin                               | 0%                      | 100%                  | 0/2                    | -2                                |

### Cámara de representantes
Debido a las renuncias y las elecciones especiales, los republicanos perdieron una red de tres escaños; los demócratas ganaron un puesto; tres puestos quedaron vacantes, y una sede que estaba vacante en el inicio del Congreso volvió a usarse. Todos los escaños fueron llenados a pesar de las elecciones especiales.
| Afiliación                  | Partido (en negrita indica la mayoría del caucus) | Partido (en negrita indica la mayoría del caucus) | Partido (en negrita indica la mayoría del caucus) | Total |         |
| Afiliación                  |                                                   |                                                   |                                                   | Total |         |
| Afiliación                  | Republicano                                       | Demócrata                                         | Independiente                                     | Total | Vacante |
| Inicia (3 de enero de 2005) | 232                                               | 201                                               | 1                                                 | 434   | 1       |
| 10 de marzo de 2005         | 232                                               | 202                                               | 1                                                 | 435   | 0       |
| 29 de abril de 2005         | 231                                               | 202                                               | 1                                                 | 434   | 1       |
| 2 de agosto de 2005         | 230                                               | 202                                               | 1                                                 | 433   | 2       |
| 6 de septiembre de 2005     | 231                                               | 202                                               | 1                                                 | 434   | 1       |
| 1 de diciembre de 2005      | 230                                               | 202                                               | 1                                                 | 433   | 2       |
| 7 de diciembre de 2005      | 231                                               | 202                                               | 1                                                 | 434   | 1       |
| 16 de enero de 2006         | 231                                               | 201                                               | 1                                                 | 433   | 2       |
| 9 de junio de 2006          | 230                                               | 201                                               | 1                                                 | 432   | 3       |
| 13 de junio de 2006         | 231                                               | 201                                               | 1                                                 | 433   | 2       |
| 29 de septiembre de 2006    | 230                                               | 201                                               | 1                                                 | 432   | 3       |
| 3 de noviembre de 2006      | 229                                               | 201                                               | 1                                                 | 431   | 4       |
| 13 de noviembre de 2006     | 230                                               | 202                                               | 1                                                 | 433   | 2       |
| 31 de diciembre de 2006     | 229                                               | 202                                               | 1                                                 | 432   | 3       |
| Votación final compartido   | 53%                                               | 47%                                               | 47%                                               |       |         |
| Notas                       |                                                   |                                                   | Asambleas con los demócratas                      |       |         |
| Miembros que no votan       | 1                                                 | 4                                                 | 0                                                 | 5     | 0       |

| Estado clasificado por orden partidista | Porcentaje Republicanos | Porcentaje Demócratas | Republicano/ Demócrata | Republicano pluralidad de escaño  |
| --------------------------------------- | ----------------------- | --------------------- | ---------------------- | --------------------------------- |
| Nebraska                                | 100%                    | 0%                    | 3/0                    | 3                                 |
| Idaho                                   | 100%                    | 0%                    | 2/0                    | 2                                 |
| Nuevo Hampshire                         | 100%                    | 0%                    | 2/0                    | 2                                 |
| Alaska                                  | 100%                    | 0%                    | 1/0                    | 1                                 |
| Delaware                                | 100%                    | 0%                    | 1/0                    | 1                                 |
| Montana                                 | 100%                    | 0%                    | 1/0                    | 1                                 |
| Wyoming                                 | 100%                    | 0%                    | 1/0                    | 1                                 |
| Kentucky                                | 83%                     | 17%                   | 5/1                    | 4                                 |
| Iowa                                    | 80%                     | 20%                   | 4/1                    | 3                                 |
| Oklahoma                                | 80%                     | 20%                   | 4/1                    | 3                                 |
| Indiana                                 | 78%                     | 22%                   | 7/2                    | 5                                 |
| Arizona                                 | 75%                     | 25%                   | 6/2                    | 4                                 |
| Kansas                                  | 75%                     | 25%                   | 3/1                    | 2                                 |
| Virginia                                | 73%                     | 27%                   | 8/3                    | 5                                 |
| Florida                                 | 72%                     | 28%                   | 18/7                   | 11                                |
| Alabama                                 | 71%                     | 29%                   | 5/2                    | 3                                 |
| Luisiana                                | 71%                     | 29%                   | 5/2                    | 3                                 |
| Ohio                                    | 67%                     | 33%                   | 12/6                   | 6                                 |
| South Carolina                          | 67%                     | 33%                   | 4/2                    | 2                                 |
| Nevada                                  | 67%                     | 33%                   | 2/1                    | 1                                 |
| Nuevo México                            | 67%                     | 33%                   | 2/1                    | 1                                 |
| Utah                                    | 67%                     | 33%                   | 2/1                    | 1                                 |
| Texas                                   | 65%                     | 35%                   | 20/11 (1 vacancy)      | 9                                 |
| Pensilvania                             | 63%                     | 37%                   | 12/7                   | 5                                 |
| Míchigan                                | 60%                     | 40%                   | 9/6                    | 3                                 |
| Connecticut                             | 60%                     | 40%                   | 3/2                    | 1                                 |
| Colorado                                | 57%                     | 43%                   | 4/3                    | 1                                 |
| Misuri                                  | 56%                     | 44%                   | 5/4                    | 1                                 |
| Georgia                                 | 54%                     | 46%                   | 7/6                    | 1                                 |
| Carolina del Norte                      | 54%                     | 46%                   | 7/6                    | 1                                 |
| Estados Unidos                          | 53%                     | 47%                   | 231/201                | 30                                |
| Minnesota                               | 50%                     | 50%                   | 4/4                    | 0                                 |
| Wisconsin                               | 50%                     | 50%                   | 4/4                    | 0                                 |
| Misisipi                                | 50%                     | 50%                   | 2/2                    | 0                                 |
| Nueva Jersey                            | 50%                     | 50%                   | 6/6 (1 vacante)        | 0                                 |
| Vermont                                 | 0%                      | 0%                    | 0/0 (1 independiente)  | 0                                 |
| Illinois                                | 47%                     | 53%                   | 9/10                   | -1                                |
| Tennessee                               | 44%                     | 56%                   | 4/5                    | -1                                |
| California                              | 38%                     | 62%                   | 20/33                  | –13                               |
| Virginia Occidental                     | 33%                     | 67%                   | 1/2                    | -1                                |
| Washington                              | 33%                     | 67%                   | 3/6                    | -3                                |
| Nueva York                              | 31%                     | 69%                   | 9/20                   | –11                               |
| Arkansas                                | 25%                     | 75%                   | 1/3                    | -2                                |
| Maryland                                | 25%                     | 75%                   | 2/6                    | -4                                |
| Oregón                                  | 20%                     | 80%                   | 1/4                    | -3                                |
| Dakota del Norte                        | 0%                      | 100%                  | 0/1                    | -1                                |
| Dakota del Sur                          | 0%                      | 100%                  | 0/1                    | -1                                |
| Hawái                                   | 0%                      | 100%                  | 0/2                    | -2                                |
| Maine                                   | 0%                      | 100%                  | 0/2                    | -2                                |
| Rhode Island                            | 0%                      | 100%                  | 0/2                    | -2                                |
| Massachusetts                           | 0%                      | 100%                  | 0/10                   | –10                               |
| Estado clasificado por orden partidista | Porcentaje Republicanos | Porcentaje Demócratas | Republicano/ Demócrata | Republicano pluralidad de escaños |

## Empleados
- Architect of the Capitol: Alan M. Hantman
- Attending Physician of the United States Congress: John F. Eisold

### Senado
- Capellán: Barry C. Black
- Curator: Diane K. Skvarla
- Historiador: Richard A. Baker
- Parliamentario: Alan Frumin
- Secretario: Emily J. Reynolds
- Sergeant at Arms: William H. Pickle
- Secretario para la Mayoría: David J. Schiappa
- Secretario para la Minoría: Martin P. Paone

### Cámara de Representantes
- Capellán: Daniel P. Coughlin
- Presidente Administrativo: James M. Eagen, III
- Mesa:
  - Jeff Trandahl (al 18 de noviembre de 2005)
  - Karen L. Haas (1 de diciembre de 2005 al final)
- Historiador: Robert V. Remini
- Parlamentario: John V. Sullivan
- Mesa lectora: Paul Hays (R), Mary Kevin Niland (D)
- Sargento en Armas: Wilson Livingood
- Inspector general of the United States House of Representatives: James J. Cornell

Véase también: Rules of the House, Rule 2: "Other officers and officials"